# Braquilofosaure
El braquilofosaure (Brachylophosaurus, "llangardaix de cresta curta") és un gènere de dinosaure hadrosàurid que va viure al Cretaci superior, fa uns 75 milions d'anys. Es coneix a partir de diversos esquelets i material de capes d'ossos de la formació de Judith River de Montana i de la formació Oldman d'Alberta,.